# Tragia fasciculata
Tragia fasciculata är en törelväxtart som beskrevs av Lucien Beille. Tragia fasciculata ingår i släktet Tragia och familjen törelväxter. Inga underarter finns listade i Catalogue of Life.